# 무소 소세키
무소 소세키(일본어: 夢窓 疎石)는 가마쿠라 시대 말기에서 난보쿠초 시대, 무로마치 시대 초기에 걸쳐 활약했던 임제종의 승려이다. 칠조제사(七朝帝師)라고도 불렸다. 무소는 도호(道号)이고 소세키는 법휘(法諱)이다.
아버지는 사사키 도모쓰나(佐々木朝綱), 어머니는 다이라노 마사무라(平政村)의 딸이었다. 사사키 요리쓰나(佐々木頼綱, 롯가쿠 요리쓰나(六角頼綱)의 형인 쓰네야스(経泰)의 손자라고도 한다.

## 생애
이세국 출신으로 어려서 출가하였으며 어머니의 일족의 항쟁으로 가이국으로 이주하였다. 1283년에 가이의 이치카와 장원(市河荘) 안에 있는 천태종(天台宗) 사찰인 헤이엔지(平塩寺)에 입문하여 구아(空阿)를 스승으로 모시고 진언종(真言宗)과 천태종 등의 학문을 배웠다. 1292년에 나라의 동대사(東大寺)에서 수계를 받고 교토 겐린지(建仁寺)의 무인 엔판(無隠円範)에게서 선종을 배웠다. 이후 가마쿠라로 와서 엔가쿠지(円覚寺)의 도케이 도쿠고(桃渓徳悟), 1299년에는 겐초지(建長寺)의 잇산 이치네이(一山一寧) 아래서 수좌(首座)를 맡기도 하였으나 법을 전수받는 데에까지는 이르지 못하였고, 1303년에 가마쿠라 만슈지(万寿寺)의 고호 겐니치(高峰顕日)에게서 선종을 배우고 1305년에는 조치지(浄智寺)에서 인가를 받았다.
이듬해인 가겐 3년(1305년)에는 가이의 마키 장원(牧の荘)의 조코지(浄居寺)를 세웠다. 오초(応長) 원년(1311년) 봄, 인가와 떨어져 있는 산중을 찾아 류잔안(龍山庵, 훗날의 덴류 산 세이운지天龍山栖雲寺)을 짓고 일시 은거하였다. 서쪽을 유람하여 쇼와(正和) 3년(1313년) 미노국(美濃国)에 고케이안(古谿庵), 이듬해에는 간노도(観音堂, 고케이잔 에이호지虎渓山永保寺)를 그 땅에 열었다. 겐토쿠 2년(1330년)에는 가이 슈고(甲斐守護)를 맡고 있던 닛카이도 사다후지(二階堂貞藤, 도온道蘊)의 초청으로 마키 장원 안에 에린지(恵林寺)를 짓고 가마쿠라 중기의 도래(渡来) 선승인 란케이 도류(蘭渓道隆) 이래 가이 지역에서의 교화에 힘썼다. 또한 도사국 규코안(吸江庵)、사가미국(相模国) 하쿠센안(泊船庵), 가즈사국 다이코안(退耕庵) 등 각지 사찰과 암자에 머물렀다.
쇼추(正中) 2년(1325년)에 고다이고 천황의 요망으로 상경하여 칙원(勅願)으로 세워진 선종 사찰인 난젠지(南禅寺)에 주지로 머물렀다. 이듬해인 1326년 주지직을 사임하고 앞서 가마쿠라에 자신이 열었던 즈이센지(瑞泉寺)로 돌아가 헨카이이치란테이(徧界一覧亭)을 세웠다. 호조 다카토키(北条高時)의 초빙으로 이세 국에 센오지(善応寺)를 지은 뒤 가마쿠라로 돌아와서 엔가쿠지에 머물렀다. 다카토키나 호조 사다아키(北条貞顕)로부터의 신앙도 두터웠다. 1330년에는 가이에 에린지를 열고 다시금 즈이센지로 돌아왔는데, 1333년 가마쿠라 막부가 멸망하고 겐무 신정(建武新政)이 시작되어 고다이고 천황의 초청으로 린젠지(臨川寺)를 열었다. 이때 칙사(勅使)를 맡았던 인물이 바로 아시카가 다카우지(足利尊氏)로, 이후 다카우지도 소세키를 스승으로 모셨다. 이듬해에는 다시금 난젠지의 주지를 맡았으며, 1335년에 고다이고 천황으로부터 「국사」(国師)의 호칭을 받아 무소 국사(夢窓国師)라 불리게 된다.

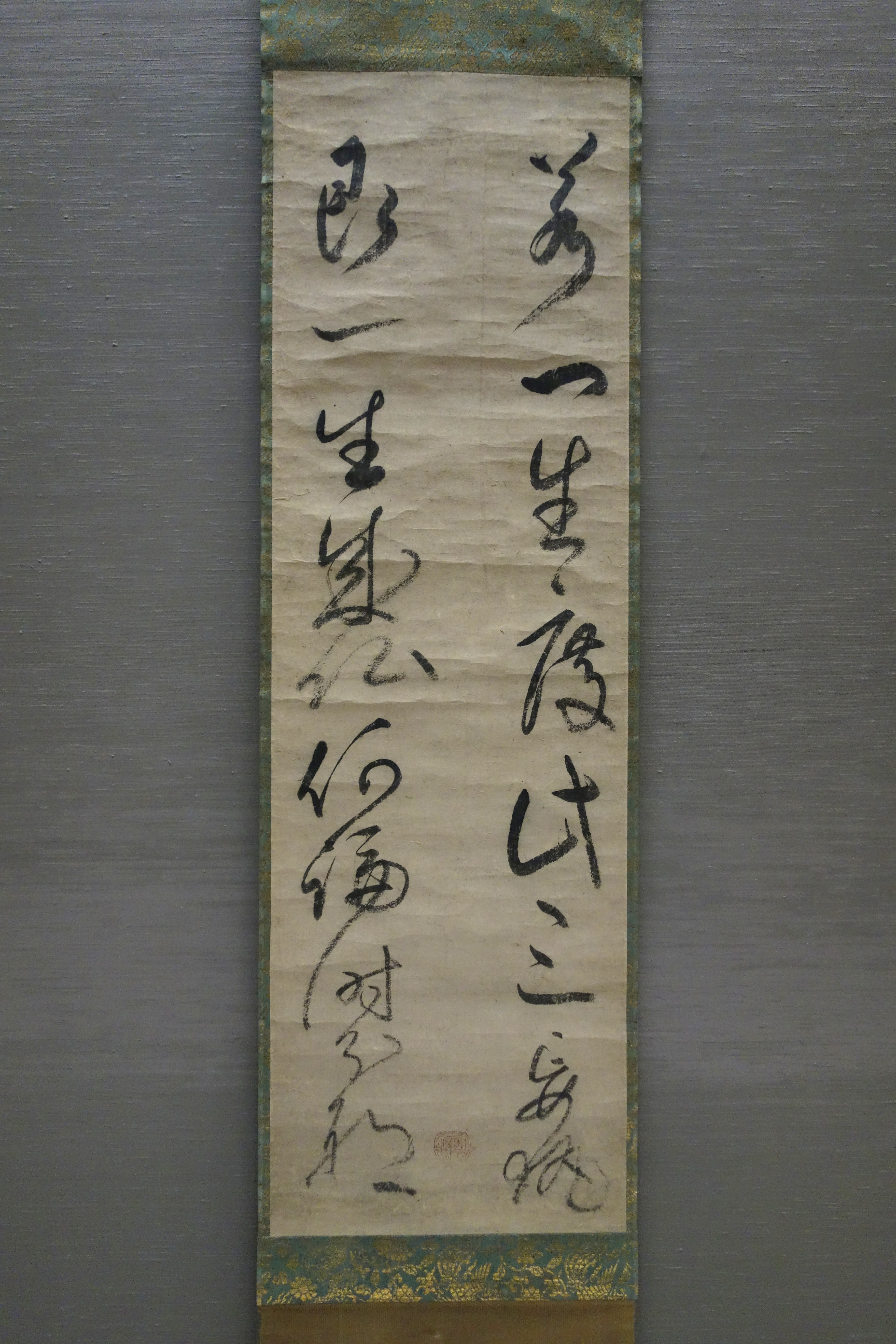
무소 소세키의 친필 휘호

겐무 정권에서 이반한 아시카가 다카우지나 그 동생 아시카가 다다요시(足利直義) 등은 북조(北朝)를 옹립하고 교토의 무로마치(室町)에 무가 정권(무로마치 막부)를 세운다. 랴쿠오(暦応) 2년/엔겐(延元) 4년(1339년)에 막부의 중신(효조슈評定衆)였던 나카하라 지카히데(中原親秀, 셋쓰 지카히데摂津親秀, 후지와라노 지카히데藤原親秀)의 요청으로 사이호지(西芳寺)의 중흥개산(中興開山)을 행하였다. 소세키는 아시카가 집안의 내분인 간노의 소란(観応の擾乱)에서 양측의 조정도 맡아서 이 사이 북조측의 구게나 무사들이 다수 소세키에게 귀의하기도 하였다. 남조의 고다이고 천황 사후 소세키의 권유로 정적이었던 아시카가 다카우지가 고다이고 천황의 명복을 빌고자 전국 각지에 안코쿠지(安国寺)를 세우고 사리탑을 짓기도 하였다. 또한 교토 사가노(嵯峨野)에 덴류지(天龍寺)를 세우고 그 개산조가 되었다. 이러한 건설 사업의 자금 조달을 위해 1342년에 덴류지선(天龍寺船)을 파견할 것을 헌책하여, 이를 통해 다카우지는 자금을 얻을 수 있었다.
생전에 무소 국사 ・ 쇼가쿠 국사(正覚国師) ・ 신소 국사(心宗国師)로 불렸으며, 사후에는 보제국사(普済国師) ・ 현유국사(玄猷国師) ・ 불통국사(仏統国師) ・ 대원국사(大円国師) 등 일곱 번에 걸친 국사 칭호를 역대 천황들로부터 하사받아 칠조국사(七朝帝師)로도 불린다.
1351년에 입적하였다. 향년 76세.
무소 소세키의 문하로는 소세키의 조카이기도 한 슌오쿠 묘와(春屋妙葩)나 젯카이 츄신(絶海中津)、기도 슈신(義堂周信)、무쿄쿠 시겐(無極志玄) 등이 있었다. 한편 소세키 자신의 저작으로 아시카가 다다요시에게 바쳐진 가나(仮名)로 작성된 법어(法語) 『무소 문답집』(夢中問答集, 1344년) 등이 있다. 또한 아시카가 다카우지 등의 인물상을 그린 문장도 남기고 있다.

## 무소 소세키와 정원

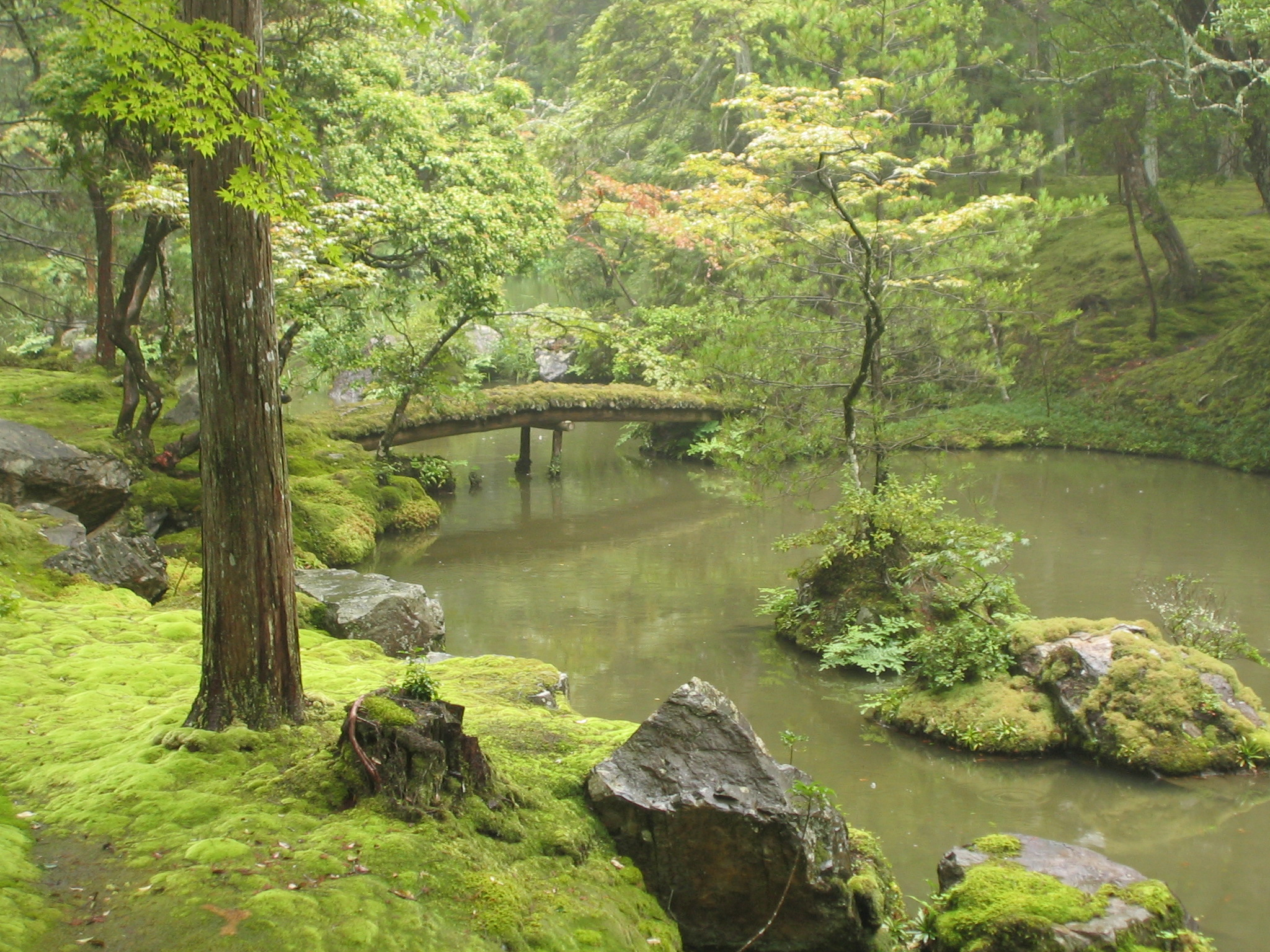
교토 사이호지 정원

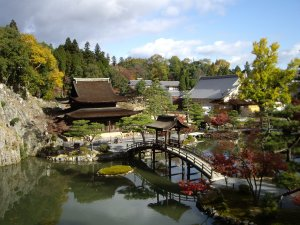
에이호지 정원

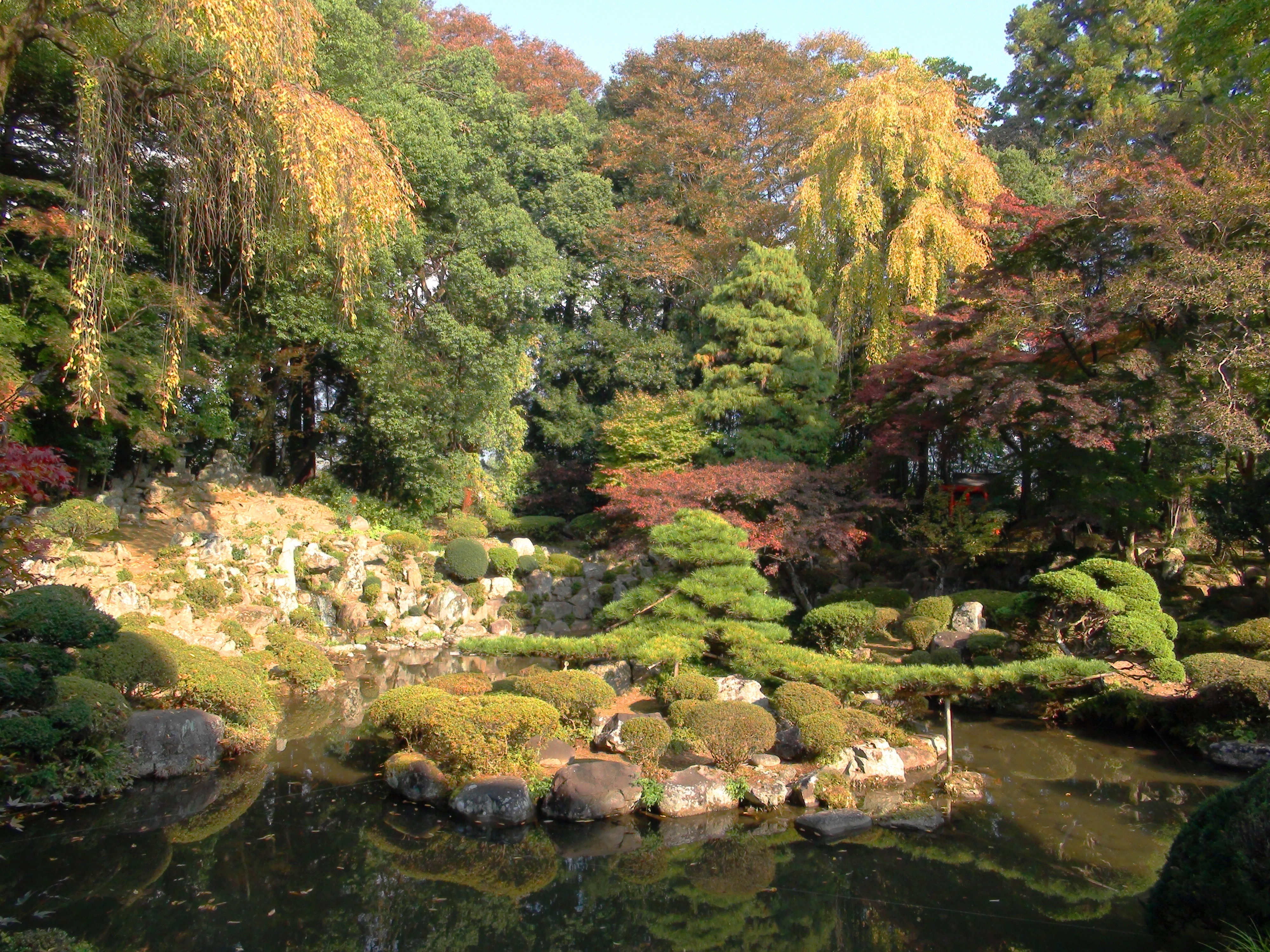
에린지 정원

무소 소세키는 오늘날 세계유산으로 등재되어 있는 교토 사이호지(苔寺) 및 덴류지(天龍寺) 외에 즈이젠지 등의 정원의 설계자로도 알려져 있다. 그 작풍은 자연의 조망 ・ 경관을 살리면서 석조 등으로 경계지를 겹쳐 불교에서 말하는 선(禪)의 본질을 표현하고자 한 것이었다. 『무소문답집』(夢中問答集) 제57 「불법(仏法)과 세법(世法)」 항목에는 소세키의 정원에 관한 생각들이 서술되어 있다.

### 무소 소세키가 설계한 정원들
- 사이호지 정원 - 일본 교토시 니시쿄구(西京区) 소재. 세계문화유산이자 일본의 국가 특별명승이다.
- 덴류지 정원 - 일본 교토 시 우쿄구(右京区) 소재. 세계문화유산이자 일본의 국가 특별명승이다.
- 에이호지 정원 - 일본 기후현(岐阜県) 다지미시(多治見市) 소재. 일본의 국가명승이다.
- 즈이젠지 정원 - 일본 가나가와현(神奈川県) 가마쿠라시(鎌倉市) 소재. 일본의 국가명승이다.
- 에린지 정원 - 일본 야마나시현(山梨県) 고슈시(甲州市) 소재. 일본의 국가명승이다.
- 가쿠린보(覚林房) 정원 - 일본 야마나시 현 미노부 정(身延町) 소재. 정(町) 지정 문화재 등.

## 무소 소세키의 전기
- 玉村竹二　『夢窓国師　中世禅林主流の系譜』平楽寺書店〈サーラ叢書〉、1977年
- 柳田聖山訳著　『禅入門 5　夢窓　語録・陞座・西山夜話・偈頌』　講談社、1994年
- 『夢窓国師　その漢詩と生涯』　春秋社、2009年
- 枡野俊明　『夢窓疎石　日本庭園を極めた禅僧』　NHKブックス：日本放送出版協会、2005年
- 熊倉功夫・竹貫元勝編　『夢窓疎石』春秋社、2012年、6名の論考

## 관련 저작
- 初版 『夢窓国師語録　日本の禅語録 第7巻』　同、1978年／選書版（抄録）『禅の古典 4　夢窓国師語録』　同、1983年
- 『夢中問答』　佐藤泰舜校訂、ワイド版岩波文庫、2002年、初版は戦前刊
- 『夢中問答集　付現代語訳』　川瀬一馬訳注、講談社学術文庫（新版）、2000年
- 中村文峰訳著　『現代語訳 夢中問答』　春秋社、2000年
- 佐々木容道　『訓註 夢窓国師語録』　春秋社、2000年

무소 소세키의 저작 《몽중문답집》은 2013년에 한국어로도 번역되었다.

## 그밖에
《매송론》(梅松論)에는 무소 소세키가 무로마치 막부의 초대 쇼군이 된 아시카가 타카우지(足利尊氏)를 상찬한 말이 남아 있다. 
- 첫째, 심지가 강하여 전투에서 목숨의 위협을 받는 경우도 종종 있었지만 그 얼굴에 미소를 머금고 전혀 죽음을 두려워하는 기색이 없다.
- 둘째, 천성이 자비로우며 남을 원망할 줄 모르고, 숱한 원수들마저 용서하며 심지어 그들을 자식처럼 대한다.
- 셋째, 마음씀이 넓어서 아까워하는 기색이 없고 금은을 마치 흙이나 돌처럼 생각하며, 무구(武具)나 말 등을 사람들에게 내어줄 때도, 가진 재산이나 그것을 받아 가져가는 사람이 누구인지 굳이 확인도 하지 않고 그들 손 가는 데 내맡긴다.

저작으로 아시카가 다다요시(足利直義)와의 대담을 기록한 가나(仮名)로 된 법어(法語) 《몽중문답집》(夢中問答集, 고코쿠 5년/고에이 3년-1344년) 등이 남아 있다. 
원(元)의 승려로 일본에 도래한 잇산 잇네이(一山一寧)의 문하에서는 고칸 시렌(虎関師錬)을 필두로 하는 수많은 오산문학(五山文学, 일본의 선종 승려들에 의한 한시문)의 일재(逸材)들이 배출되었는데, 무소 소세키 또한 그 중의 한 명으로 꼽히고 있다. 와카에도 뛰어난 재능을 지니고 있어 《후가와카슈》(風雅和歌集) 이후 칙찬(勅撰) 와카 모음집에 11수가 실렸다.
메이지 시대 아일랜드계 일본인 소설가 고이즈미 야쿠모(小泉八雲)가 집필한 『괴담』(怪談)의 「식인귀」(食人鬼)에서 무소 소세키는 아귀도(餓鬼道)에 떨어진 승려의 혼을 구원하는 역할로 등장하고 있다.
일본의 사학자 사사키 데쓰(佐々木哲)의 주장에 따르면 무소 소세키는 사사키 요리쓰나(佐々木頼綱, 롯카쿠 요리쓰나)의 형 쓰네야스(経泰)의 손자라고도 한다.
- 像：吸江寺所蔵
- 史料：国師年譜

## 같이 보기
- 일본의 불교

### 설명
1. ↑  가마쿠라 막부의 싯켄을 지냈던 호조 마사무라(北条政村)와 동일인물이라는 설도 있다. 호조 집안은 헤이시를 혼세로 한다.
2. ↑  지금의 일본 미에현
3. ↑  시모쓰키 소동(霜月騒動)을 가리킨다는 설도 있다.
4. ↑  지금의 일본 야마나시현이다.
5. ↑  지금의 일본 야마나시 현 니시하치시로 군(西八代郡) 이치카와미코 정(市川三郷町)에 있었던 천태종 사찰로, 나라 시대인 덴표쇼호(天平勝宝) 7년(755년) 교기(行基)에 의해 개산(開山)되고 직변(直弁)에 의해 처음 세워졌다고 전하며, 고대 가이 국의 천태종의 거점인 동시에 헤이안 시대 이후 현지를 거점으로 토착한 가이 겐지(甲斐源氏)의 세력기반 지역 안에 위치해 있어 가이 겐지의 성장과 함께 발전하였다. 동서 탑원(塔院)에 각기 아미타여래와 약사여래를 본존으로써 두고 있었다고 전하며, 덴쇼(天正) 10년(1582년) 3월 오다 노부나가의 가이 침공 때에 소실, 폐찰되었다.
6. ↑  본 사찰의 유래는 무소 소세키로 되어 있지만, 개산(開山)은 소세키의 동문인 겐노 혼겐(元翁本元)으로 되어 있다. 에이호지의 가이산도(開山堂)에는 겐노 혼겐과 함께 무소 소세키의 정상(頂相, 선승의 초상화)가 안치되어 있다.
7. ↑  지바 현(千葉県)의 다이코지(太高寺) 전승에 따르면 겐코 3년(1323년)부터 2년 반 동안, 소세키는 현지의 「金毛窟」이라 불리는 동굴에서 은거하며 좌선수행을 행하였다고 한다. 고다이고 천황이 이를 듣고 소세키를 초빙하려 하였으나 소세키는 이를 고사하였고, 천황은 싯켄 호조 다카토키(권력자이자 소세키와는 모계 쪽으로 혈연이 있었던 것으로 추정되고 있다)를 통해 교토로 올 것을 재촉하였기 때문에 동문인 겐노 혼겐과 함께 교토로 상경하였다고 전하고 있다. 또한 상경할 때 가이 국을 경유하는 나카센도(中仙道)를 이용하였다고 한다.
8. ↑  사이호지(西芳寺)의 기틀을 닦은 가마쿠라 막부 효조슈(評定衆)의 나카하라 모로카즈(中原師員)의 자손으로 그의 형 역시 막부의 효조슈였다. 자신은 가마쿠라 막부의 효조슈로써 훗날 무로마치 막부 성립 이후에도 효조슈를 맡아 근무하였다. 또한 마쓰오 대사(松尾大社)의 궁사이기도 했다.
9. ↑  본 사찰의 재흥 때에는 정토종(浄土宗)에서 선종으로 바뀌어 있었다. 사찰의 이름도 그때까지 「서방정토사」(西方浄土寺)였으나 소세키는 서방정토사와 인접해 있던 온리에도지(厭離穢土寺)와 통합하여 선종의 개조인 달마대사를 가리키는 「조사서래오엽연방」(祖師西来五葉聯芳)에서 따서 「서방정사」(西芳精舎, 사이호지)로 이름을 바꾸었다.